# Coprosma brassii
Coprosma brassii är en måreväxtart som beskrevs av Elmer Drew Merrill och Lily May Perry. Coprosma brassii ingår i släktet Coprosma och familjen måreväxter. Inga underarter finns listade i Catalogue of Life.